# Dominions 3: The Awakening
Dominions 3: The Awakening — пошаговая стратегическая компьютерная игра, разработанная компанией Illwinter Game Design и выпущенная издателем Shrapnel Games в 2006 году. Третья часть в серии Dominions, следующая за Dominions: Priests, Prophets and Pretenders и Dominions II: The Ascension Wars.
В игре соединяются простой внешний вид и большое количество стратегических возможностей, включая 1500 юнитов, 600 заклинаний и 300 магических предметов. Ходы проходят одновременно и игроки обычно планируют битвы, а не управляют ими.
Игра включает сценарии и случайные карты, но в игре нет кампании. Dominions 3 ориентирована, в основном на многопользовательскую игру по электронной почте, за одним компьютером и по TCP/IP, но компьютерные противники доступны и для одиночной игры.

## Игровой процесс
Игра позволяет игроку создать бога‐претендента с целью стать единым богом фентезийного мира, победив остальных претендентов. Интерфейс содержит созданные заранее или случайно сгенерированные карты мира и несколько меню. Карты поделены на провинции, которые можно завоевать в тактических битвах. Провинции производят золото и ресурсы, необходимые для набора рекрутов. В сравнении с другими играми в жанре, Dominions 3 содержит довольно слабую экономическую составляющую, акцентируя игровой процесс на приобретении и управлении армиями.
В начале игры каждый игрок имеет предустановленное количество провинций, обычно одну. Эта стартовая провинция — столица государства, с крепостью, храмом и магической лабораторией. Здесь игрок может нанимать солдат, командиров, магов и священников, чтобы вести войну. Маги произносят заклинания, создают предметы, призывают существ, руководят исследованиями и ищут магические места. Проповеди священников повышают веру населения в бога-претендента в дополнение к использованию священных заклинаний.
Провинции, которые верят в бога игрока, считаются частью доминиона этого бога, в них: воины игрока сражаются лучше, вражеские силы штрафуются и глобальные параметры (такие как температура, сопротивление магии, удача и довольствие) медленно меняются на те, которые предпочитает контролирующий бог. Когда игрок теряет все свои владения, или веру — он проигрывает.

### Сражения
Система сражений в игре очень детализирована. Каждый юнит, будь то маг, командир, или простой солдат, — имеет целый ряд атрибутов, таких как хитпоинты, размер, сила, меткость, сопротивление магии, навыки атаки и защиты, и т. д. В зависимости от атрибутов просчитывается вероятность того или иного действия на поле боя: попадет ли лучник в щит, парирует ли воин выпад, пробьет ли удар броню, удастся ли магу подчинить себе вражеских солдат, и т. д. При сильных повреждениях участник сражения может получить определённые травмы, которые сокращают те или иные атрибуты. В общем случае вероятность их получения зависит от соотношения силы получаемого удара к здоровью. Очень важна мораль, так как многие бойцы будут охотнее убегать с поля боя, если их отряд несёт большие потери, чем биться до смерти.
Большую роль в сражениях играет усталость. Атрибуты сражающихся солдат под действием усталости начинают стремиться к нулю: так «зеленый», но «свежий» ополченец может выйти победителем в схватке с вымотавшимся ветераном элитного подразделения. Мана в игре отсутствует, и, при чтении заклинаний маги, также, подвержены усталости. Исчерпав лимит физических сил юниты теряют сознание и не могут кастовать и сражаться, пока не придут в себя.
Сам игрок не принимает участие в битвах, он объединяет солдат в отряды, делает расстановку войск и отдает приказы боевым единицам перед началом боя: кого атаковать, кого охранять, по кому стрелять. Магам можно приказать колдовать нужные заклинания в определённой последовательности. Результаты битвы высчитываются компьютером и показываются игрокам в начале нового хода как фильм. Такая система позволяет проводить быстрые многопользовательские игры.

### Магия
В игре имеются восемь путей магии: огонь, вода, воздух, земля, астрал, смерть, природа и кровь. Маги Dominions 3 знают один или несколько путей.
Магию можно использовать на поле боя и в лаборатории: для создания магических предметов и проведений ритуалов. Для ритуалов, предметов и сильных боевых заклинаний необходимы магические камни, которые можно найти в волшебных местах, скрытых на карте. Каждая нация начинает игру с базовым доходом камней, но чтобы получить больше, маги должны обыскивать провинции на наличие волшебных мест. Существует семь типов магических камней, относящихся к определённым путям магии. Магия крови вместо камней требует жертвоприношения захваченных рабов.
Магические исследования ведутся в семи школах магии, отличных от путей. Это школы: заклинания, преобразования, уничтожения, созидания, зачарования и чудотвория. Магия крови имеет свою собственную школу магии.

### Нации
Нации в игре основаны на мировой истории и мифологии, в числе которых: древняя Греция (Arcoscephale), Римская Республика (Ermor), Восточная Римская Империя (Pythium), Сарматия (Sauromatia), Египет (C’tis), Средневековая Франция и Испания (Marignon), средневековая Англия (Men), Скандинавия (Vanheim, Helheim, Jotunheim, Midgard, Utgard, Nieflheim), Германия (Ulm), Китай (Tien Chi), Африка (Machaka), Япония (Jomon), Ацтеки (Mictlan) и Индия (Kailasa). Другие нации основаны на работах современных писателей, особенно Говарда Лавкрафта (R’lyeh, Atlantis). В патче 3.14 появилась славянская нация Bogarus.

## Отзывы
Джефф Лэки с сайте GameSpot поставил игре 8.4 балла из 10, назвав игру сложной, глубокой и очень богатой стратегической игрой. Он отметил, что игра сделана для игроков, которым нравится богатый выбор стратегических возможностей и которые готовы потратить время, чтобы разобраться в игре. Игрокам, которым нравится быстрый и сверкающий геймплей, по мнению журналиста, игра не понравится.
Рецензент сайта GameZone Кевин Джиакобби назвал Dominions 3 одной из лучших пошаговых стратегий на рынке и поставил игре 9 баллов из 10 возможных. Он отметил, что по сравнению с предыдущими частями, работчики облегчили микро-менеджмент и упростили игровой процесс в помощью более понятного интерфейса.
Олег Вяткин с российского сайта Absolute Games написал более сдержанную рецензию, в которой поставил игре 71 %. Он заявил, что игрой смогут насладиться только те игроки, которые смогут закрыть глаза на множество недоработок.